# Love Stuff
Love Stuff  é o primeiro álbum de estúdio da cantora norte-americana Elle King. Foi lançado nos formatos CD, download digital e vinil em 13 de Fevereiro de 2015, pela RCA Records. O álbum foi masterizado por Stephen Marcussen no estúdio Marcussen Mastering, que fica localizado na cidade de Hollywood, Califórnia. O álbum foi gravado em diversos estúdios pelos Estados Unidos, e foi mixado no estúdio Electric Lady Studios, pertencente a Jimi Hendrix, em Greenwich Village.

## Alinhamento de faixas
| N.º            | Título                     | Compositor(es)                                            | Produtor(es)                                    | Duração |  |
| 1.             | "Where the Devil Don't Go" | Elle King e Sterling Fox                                  | John Hill                                       | 3:01    |  |
| 2.             | "Ex's & Oh's"              | Elle King e Dave Basset                                   | Dave Basset                                     | 3:22    |  |
| 3.             | "Under the Influence"      | Elle King e Dave Basset                                   | Dave Basset                                     | 3:18    |  |
| 4.             | "Last Damn Night"          | Elle King, Jeff Bhasker, Mark Ronson e Patrick Carney     | Jeff Bhasker                                    | 4:02    |  |
| 5.             | "Kocaine Karolina"         | Elle King e Jeff Baskher                                  | Jeff Baskher                                    | 3:59    |  |
| 6.             | "Song of Sorrow"           | Elle King                                                 | John Hill                                       | 3:35    |  |
| 7.             | "America's Sweetheart"     | Elle King e Martin Johnson                                | Martin Johnson                                  | 4:06    |  |
| 8.             | "I Told You Was I Mean"    | Elle King                                                 | Jacknife Lee                                    | 4:31    |  |
| 9.             | "Ain't Gonna Drown"        | Elle King e Jeff Baskher                                  | DJ White Shadow, Lady Gaga, Monson(a), Zisis(a) | 3:21    |  |
| 10.            | "Jackson"                  | Elle King, Amanda Ghost, Dave McCracken e Felipe Aparicio | Jacknife Lee                                    | 3:14    |  |
| 11.            | "Make You Smile"           | Elle King e Garret "Jacknife" Lee                         | Jacknife Lee                                    | 2:31    |  |
| 12.            | "See You Again"            | Elle King e Francis White                                 | Eg White                                        | 3:26    |  |
| Duração total: | Duração total:             | Duração total:                                            | Duração total:                                  | 42:26   |  |

## Paradas de sucesso e Certificações
| Parada (2015–16)                        | Melhor posição |
| --------------------------------------- | -------------- |
| Austrália (ARIA)                        | 11             |
| Áustria (Ö3 Austria Top 40)             | 29             |
| Canadá (Billboard)                      | 7              |
| Dinamarca (Hitlisten)                   | 22             |
| Alemanha (Offizielle Deutsche Charts)   | 45             |
| Irlanda (IRMA)                          | 31             |
| Nova Zelândia (RMNZ)                    | 15             |
| Suécia (Sverigetopplistan)              | 55             |
| Reino Unido (Official Albums Chart)     | 18             |
| Reino Unido UK Americana (OCC)          | 1              |
| Estados Unidos (Billboard 200)          | 26             |
| Estados Unidos (Top Rock Albums)        | 3              |
| Estados Unidos (Top Alternative Albums) | 2              |

| Parada (2015)                  | Posição |
| ------------------------------ | ------- |
| US Billboard 200               | 121     |
| US Top Rock Albums (Billboard) | 25      |

| País           | Provedor | Certificação |
| -------------- | -------- | ------------ |
| Estados Unidos | RIAA     | Ouro         |